# Escles
Escles – miejscowość i gmina we Francji, w regionie Grand Est, w departamencie Wogezy.

## Położenie geograficzne
W skład gminy wchodzą miejscowości:
- Maupotel,
- Void d'Escles oraz
- Centre.

Przez gminę przepływa rzeka Madon.

## Zabytki
- Blok porzucony przez przewoźników,

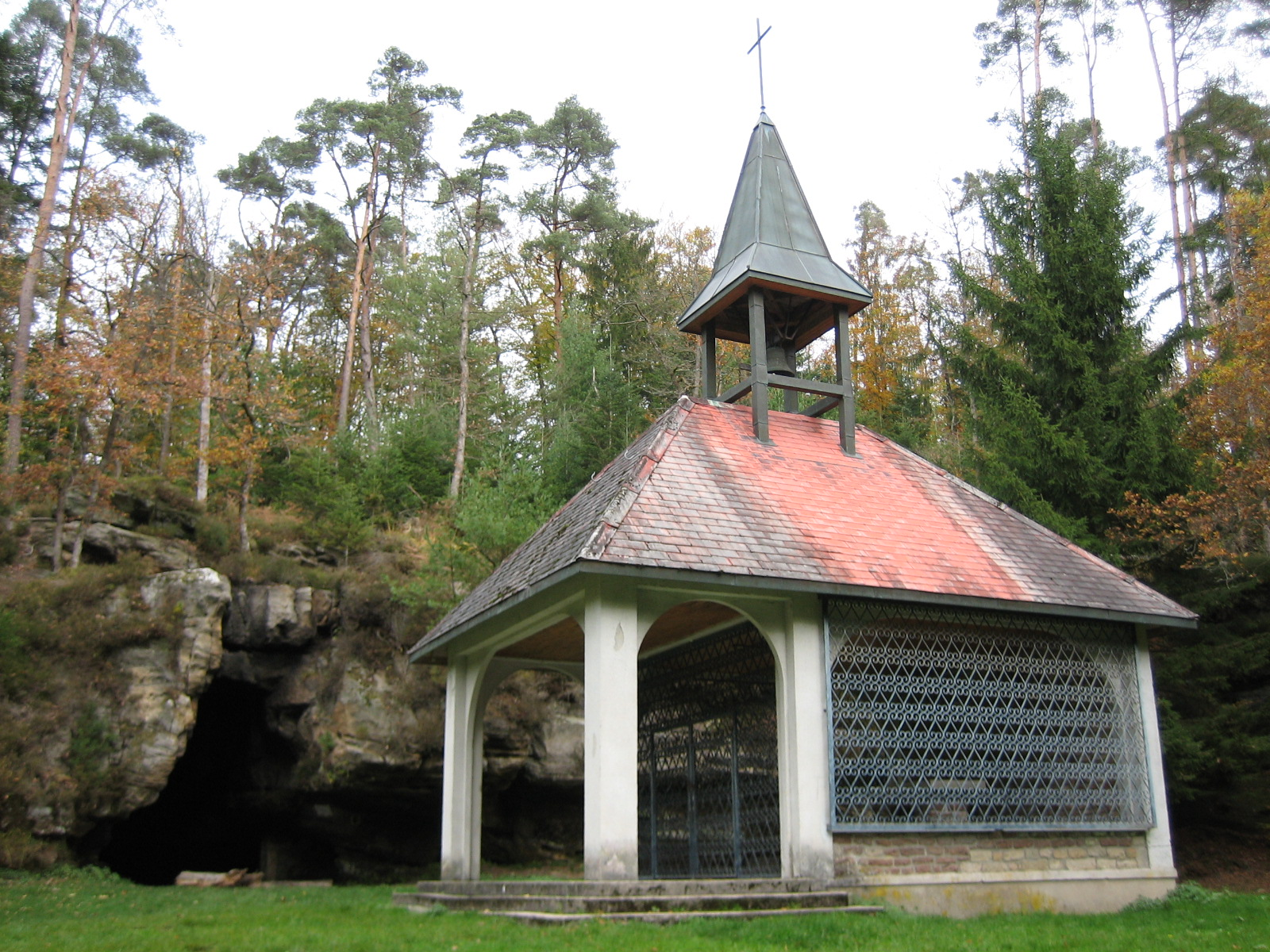
Kaplica Saint-Martin

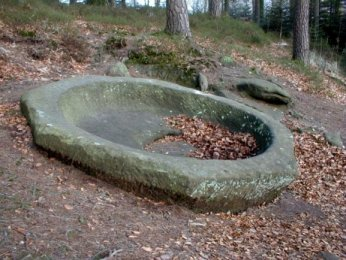
blok porzucony przez przewoźników

- Le Châtelet,
- Kaplica i jaskinia Saint-Martin.